# Vojtovce
Vojtovce (in ungherese Vojtvágása) è un comune della Slovacchia facente parte del distretto di Stropkov, nella regione di Prešov.